# Caldera di Bruneau-Jarbidge

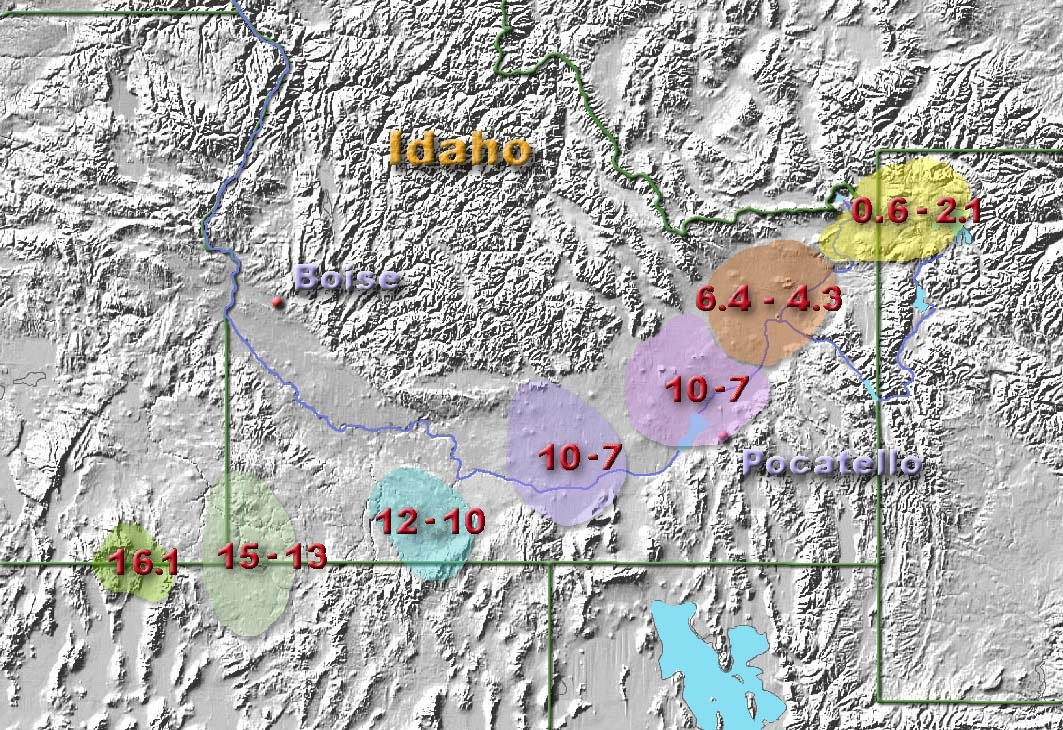
Lo spostamento del punto caldo di Yellowstone nel corso degli ultimi 15 milioni di anni. La caldera di Bruneau-Jarbidge è denotata dai numeri "12-10" (periodo dell'eruzione in milioni di anni fa) e dall'area in colore azzurro.

La caldera di Bruneau-Jarbidge è situata nella parte sudoccidentale dell'Idaho, negli USA.
Il vulcano (o supervulcano) che è alla sua origine, entrò in eruzione tra 10 e 12 milioni di anni fa, nel Miocene, spargendo una coltre di oltre due metri di ceneri nel corso dell'evento Bruneau-Jarbidge e formando alla fine una caldera. Entro un raggio di alcune centinaia di chilometri dal centro dell'eruzione, gli animali morirono per il calore o furono soffocati dalle colate piroclastiche. A quel tempo la caldera si trovava al di sopra del punto caldo di Yellowstone.

## Caratteristiche
Per la sua caratteristica composizione chimica e la dimensione e forma dei suoi cristalli e frammenti vetrosi, il vulcano si distingue dalla dozzina di altre coltri di ceneri depositatesi durante i periodi del Cretaceo, Paleogene e Neogene nella parte centrale del Nordamerica. L'evento responsabile di queste emissioni di cenere vulcanica è stato identificato a Bruneau-Jarbidge, nell'Idaho occidentale. I venti occidentali prevalenti nella zona hanno depositato le ceneri vulcaniche fino a grandi distanze su una vasta area delle Grandi pianure.
La composizione variabile del materiale eruttato indica che, anche se esso deriva in larga parte da materiale proveniente dalla parte intermedia o superficiale della crosta terrestre, incorporava anche più recenti componenti basaltiche.